# Oratorio della Madonna della Neve (Rosignano Marittimo)
L'oratorio della Madonna della Neve è un edificio sacro che si trova a Rosignano Marittimo.
Preceduto da un portale con arco in muratura, l'edificio è composto da due locali entrambi ad aula rettangolare ed un piccolo campanile. La facciata è del tipo a capanna. L'oratorio era meta di frequenti pellegrinaggi nel mese di maggio, dedicato alla Madonna, prima che nel 1816 passasse ad uso privato e cominciasse la sua progressiva decadenza.

## Altre immagini

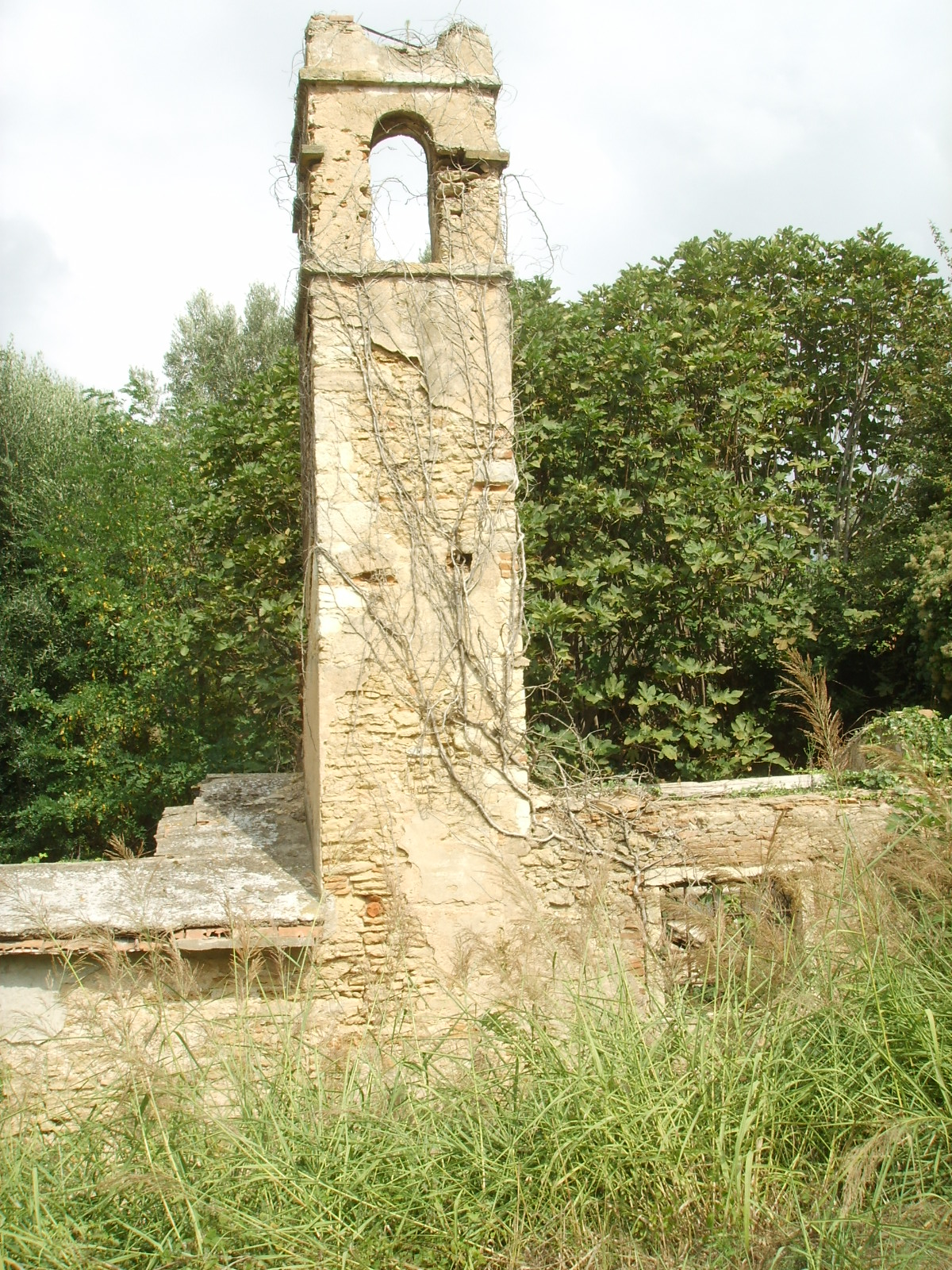
Il campanile
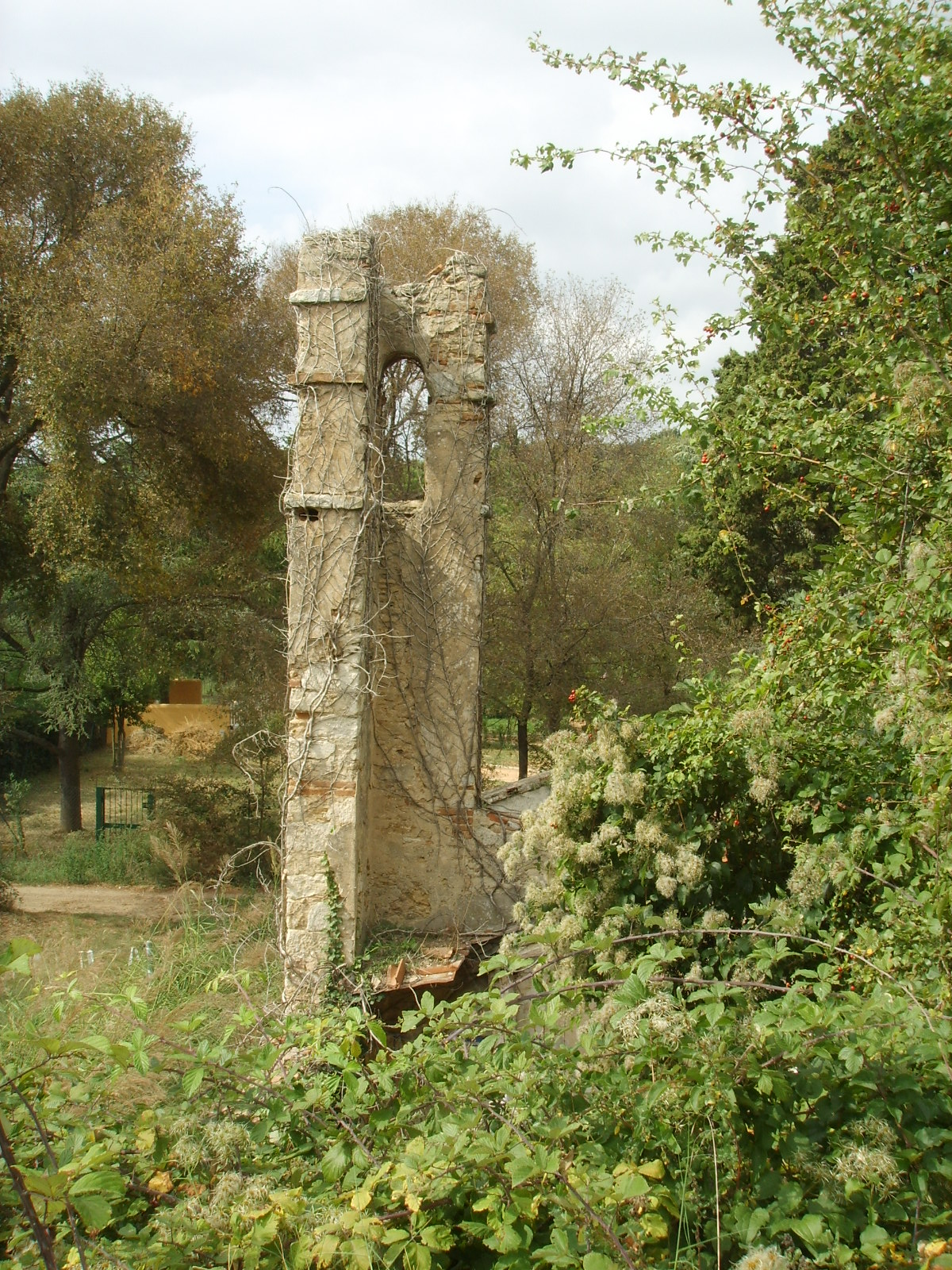
Il retro del campanile